# A Wednesday!
A Wednesday! és una pel·lícula de suspens índia. Està dirigida i escrita per Neeraj Pandey i interpretada en els seus papers principals per Naseeruddin Shah i Anupam Kher. Explica la història del comissari general de policia de Mumbai i el seu esforç secret per evitar un atemptat terrorista. Hi ha dues noves versions de la pel·lícula, Unnaipol Oruvan (en telugú) i Eenadu (en tamil) i una preqüela està actualment en pre-producció.

## Repartiment
- Anupam Kher com a Prakash Rathod.
- Naseeruddin Shah com a L'home del carrer.
- Deepal Shaw com a Naina Roy.
- Jimmy Shergill com a Arif Khan.
- Aamir Bashir com a Jai Singh.
- K. P. Mukherjee com a Ibrahim Khan.
- Rohitash Gaur com a Ikhlaque Ahmed.
- Vijay Bhatia com a Mohammed Zaheer.
- Mukesh Bhatt com a Khurshid Lala.

## Premis

### Star Screen Awards
- Star Screen Award per Millor Director - Neeraj Pandey
- Star Screen Award per Millor Història - Neeraj Pandey
- Star Screen Award per Millor Director Debutant - Neeraj Pandey